# Casa antiga d'Alboquers
La Casa antiga d'Alboquers és un edifici de Sant Bartomeu del Grau (Osona) inclòs a l'Inventari del Patrimoni Arquitectònic de Catalunya.

## Descripció
Es tracta d'una casa de planta rectangular amb el teulat a doble vessant. El mur, construït de pedres i morter, presenta diferents etapes constructives clarament diferenciades a la façana de la casa, on es distingeix, a la part esquerra, un tipus de parament més regular, amb les obertures amb llindes de pedra i les restes d'una porta d'arcada, i a la part dreta de la façana, pedres irregulars i obertures acabades amb maons.
El paller és una construcció de planta rectangular amb subdivisió interior de dues plantes tot i que des de fora sols se'n distingeix una. Els murs estan ben fets amb pedres irregulars i poc morter. El teulat és a doble vessant i amb teula àrab. Actualment, té modernes construccions adossades que s'utilitzen com a garatge.

## Història
Aquesta casa està situada al costat de l'església d'Alboquers, documentada com a sufragània de Santa Eulàlia de Riuprimer des del segle xv.